# Praha-Vysočany
Praha-Vysočany – stacja kolejowa w Pradze, w Czechach. Stacja posiada 2 perony. Znajduje się w dzielnicy Vysočany, w pobliżu stacji metra Vysočanská i przystanku tramwajowego Nádraží Vysočany.
Jest jedyną stacją wyspową w Pradze. Budynek dworca składa się z dwóch hal - zachodniej i wschodniej, do których prowadzą dwa przejścia podziemne. Dla podróżnych dostępna jest jedynie hala zachodnia, gdzie znajdują się kasy biletowe (z których czynna jest jedna), poczekalnia oraz automaty z gorącymi napojami i przekąskami. 

## Galeria

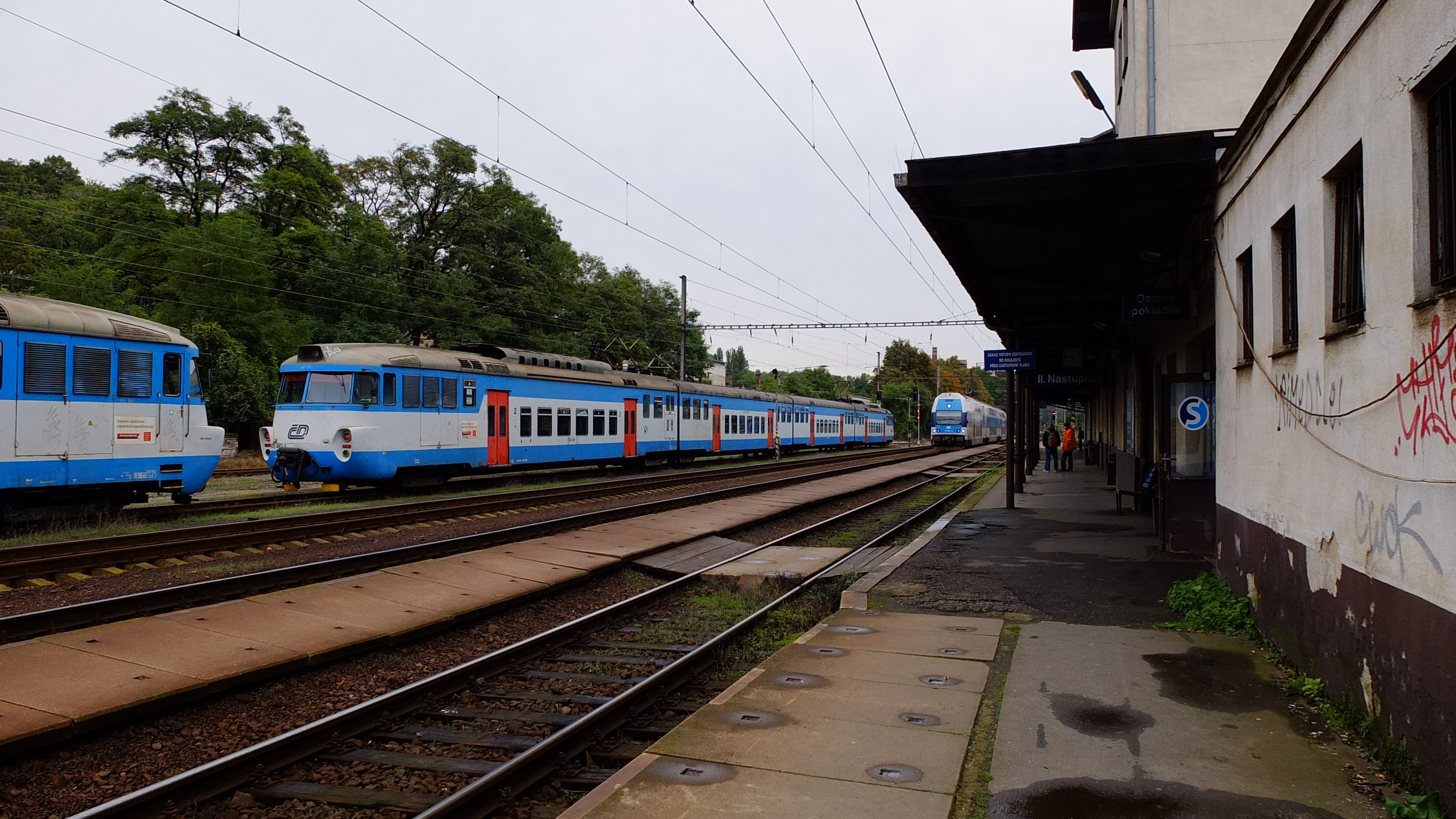
Peron 2 - widok w kierunku wschodnim
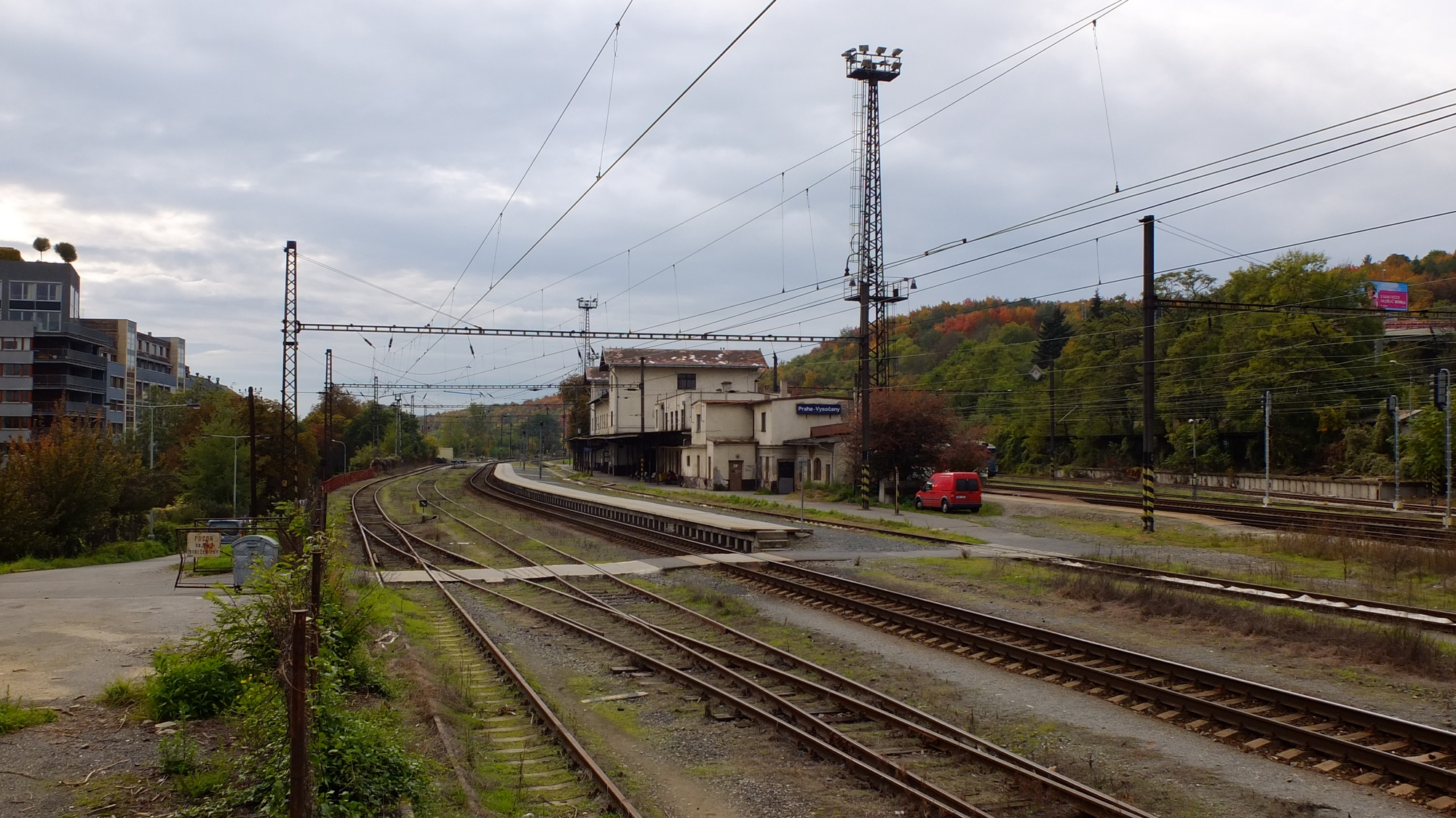
Widok stacji od strony wschodniej
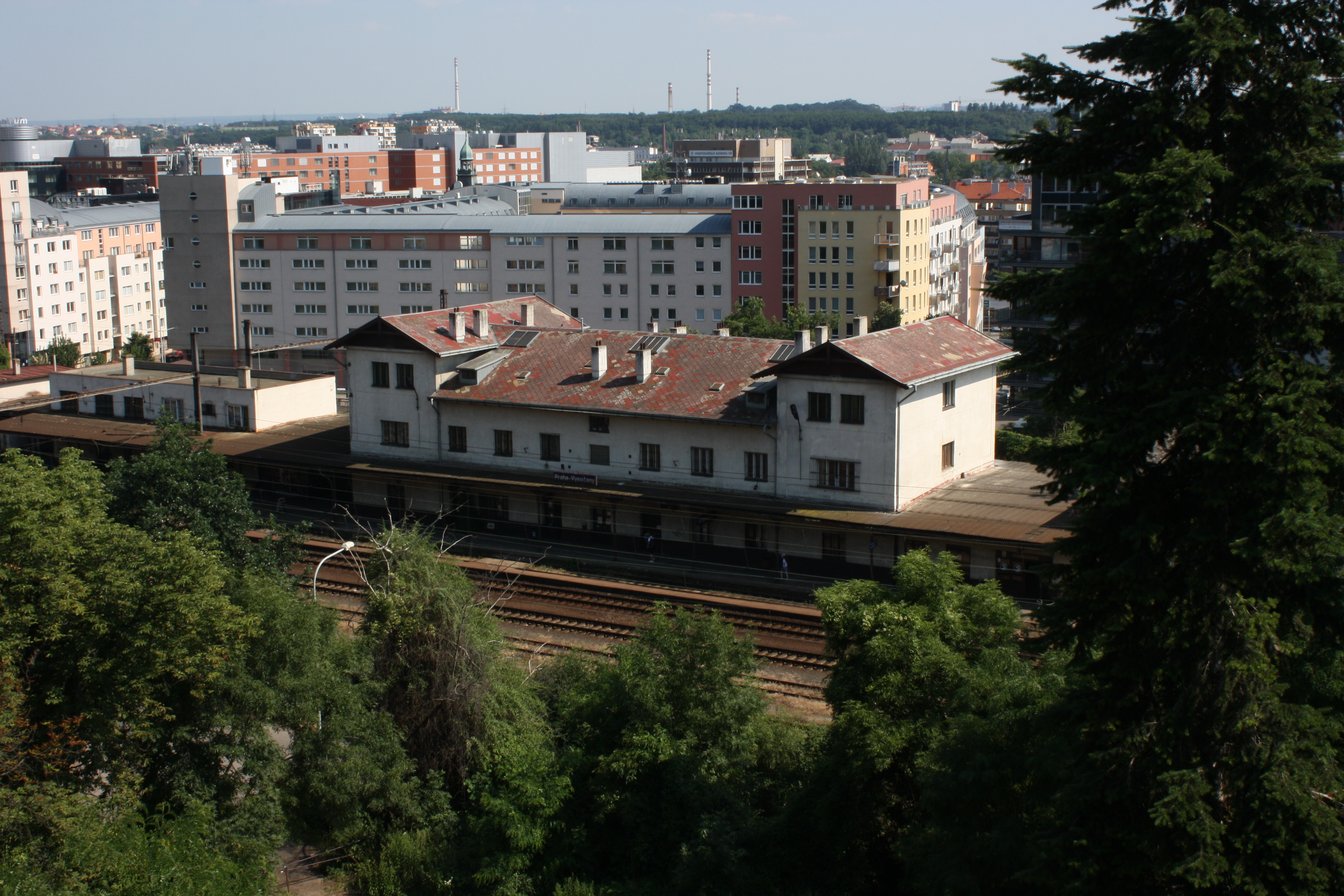
Widok stacji od strony północnej
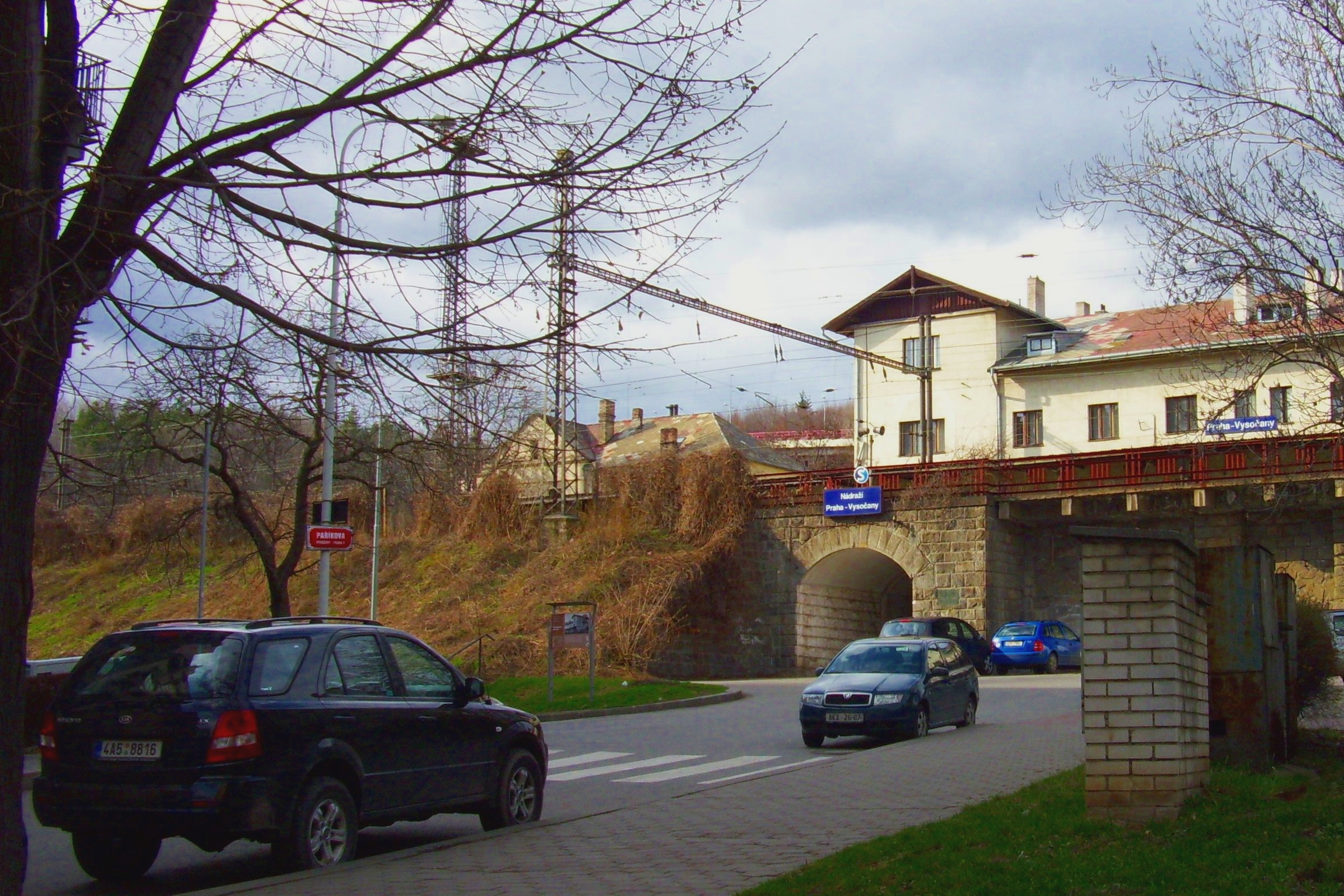
Widok od strony południowej
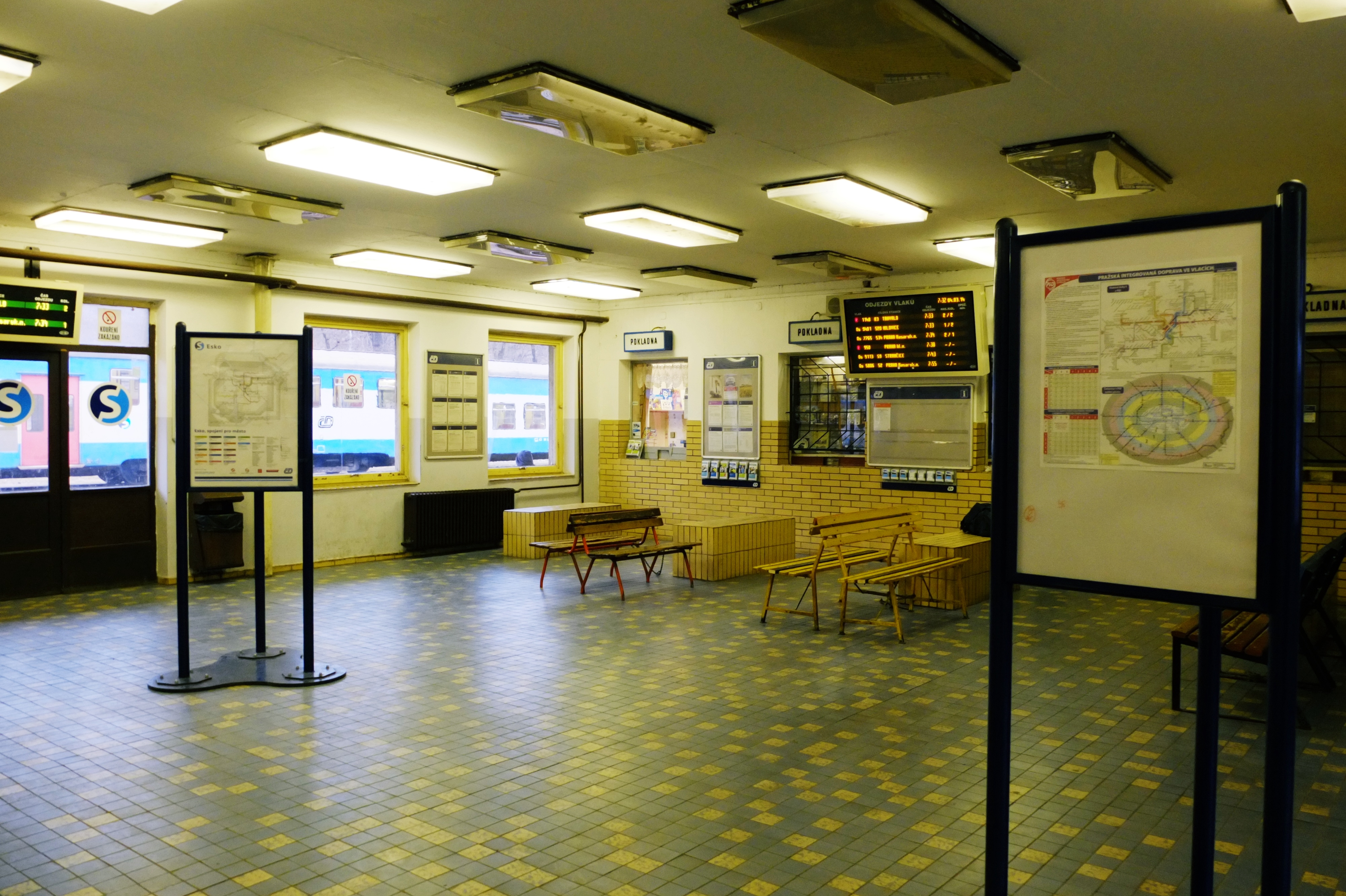
Kasy w hali dworcowej
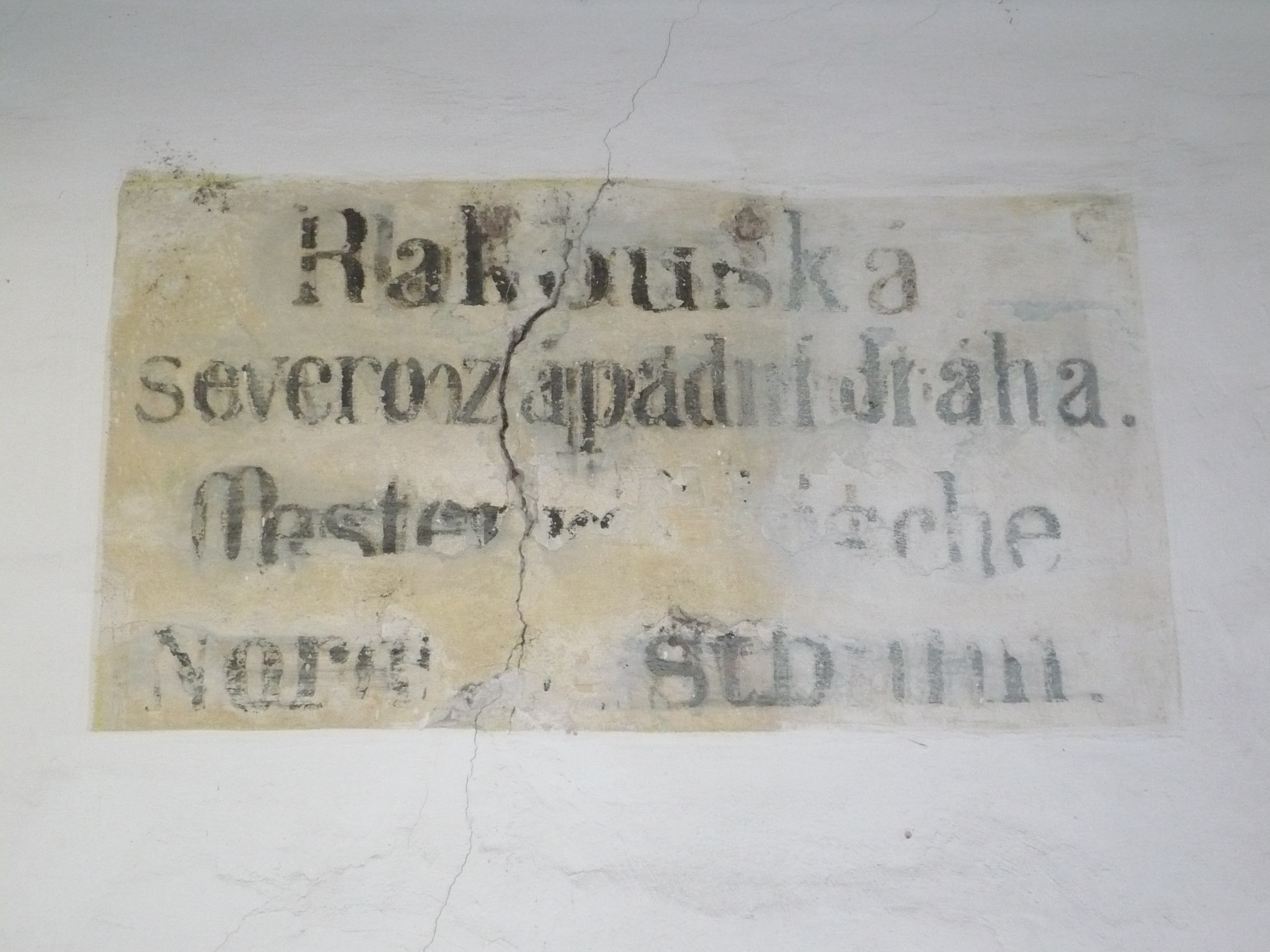
Historyczne napisy w językach czeskim i niemieckim we wschodniej hali dworca